# Reckless (1935)
Reckless is een film uit 1935 onder regie van Victor Fleming.

## Verhaal
De rijke Bob Harrison is verliefd op toneelspeelster Mona Leslie. Hij koopt dan ook alle schouwburgen om alleen naar haar te kunnen kijken. Mona's impresario Ned Riley houdt echter ook van haar en is niet van plan haar op te geven.

## Rolverdeling
| Acteur            | Personage                 |
| ----------------- | ------------------------- |
| Jean Harlow       | Mona Leslie               |
| Franchot Tone     | Robert "Bob" Harrison Jr. |
| William Powell    | Ned Riley                 |
| May Robson        | Mrs. Granny Leslie        |
| Ted Healy         | Smiley                    |
| Nat Pendleton     | Blossom                   |
| Rosalind Russell  | Josephine "Jo" Mercer     |
| Henry Stephenson  | Colonel Harrison Sr.      |
| Robert Light      | Paul Mercer               |
| Man Mountain Dean | Zichzelf                  |